# Tsintaosaurus
Tsintaosaurus ("Qingdaos ödla"), växtätande dinosaurie känd från fossil påträffade i östra Kina, Asien, därha varit den anses ha levt under Yngre Kritaperioden för omkring 80-70 milj. år sedan. Tsintaosaurus var en storvuxen medlem inom familj Hadrosaurider, populärt kallade "anknäbbsdinosaurier", och utmärkte sig genom att munnen var utformad till en platt, ankliknande näbb. Tsintaosaurus hade också ett ovanligt, stavformat horn i pannan, något likt ett enhörningshorn, varför den fått smeknamnet "Enhörningsdinosaurien". Tsintaosaurus närmaste släktingar anses ha varit Pararhabdodon,

## Beskrivning
Tsintaosaurus var i likhet med andra hadrosaurier ett storvuxet djur, och mätte ungefär 10 meter från nos till svans, och med en beräknad vikt av omkring 3 ton. Dess kropp var kraftig, och kan ha haft formen av en kagge. Den rörde sig troligtvis på alla fyra för det mesta, men kunde kanske också ställa sig upp och röra sig uteslutande på bakbenen när så krävdes. Den långa svansen kan ha fäst kraftiga muskler som gjort det möjligt för Tsintaosaurus att röra sig relativt fort, trots sin storlek.

### Horn

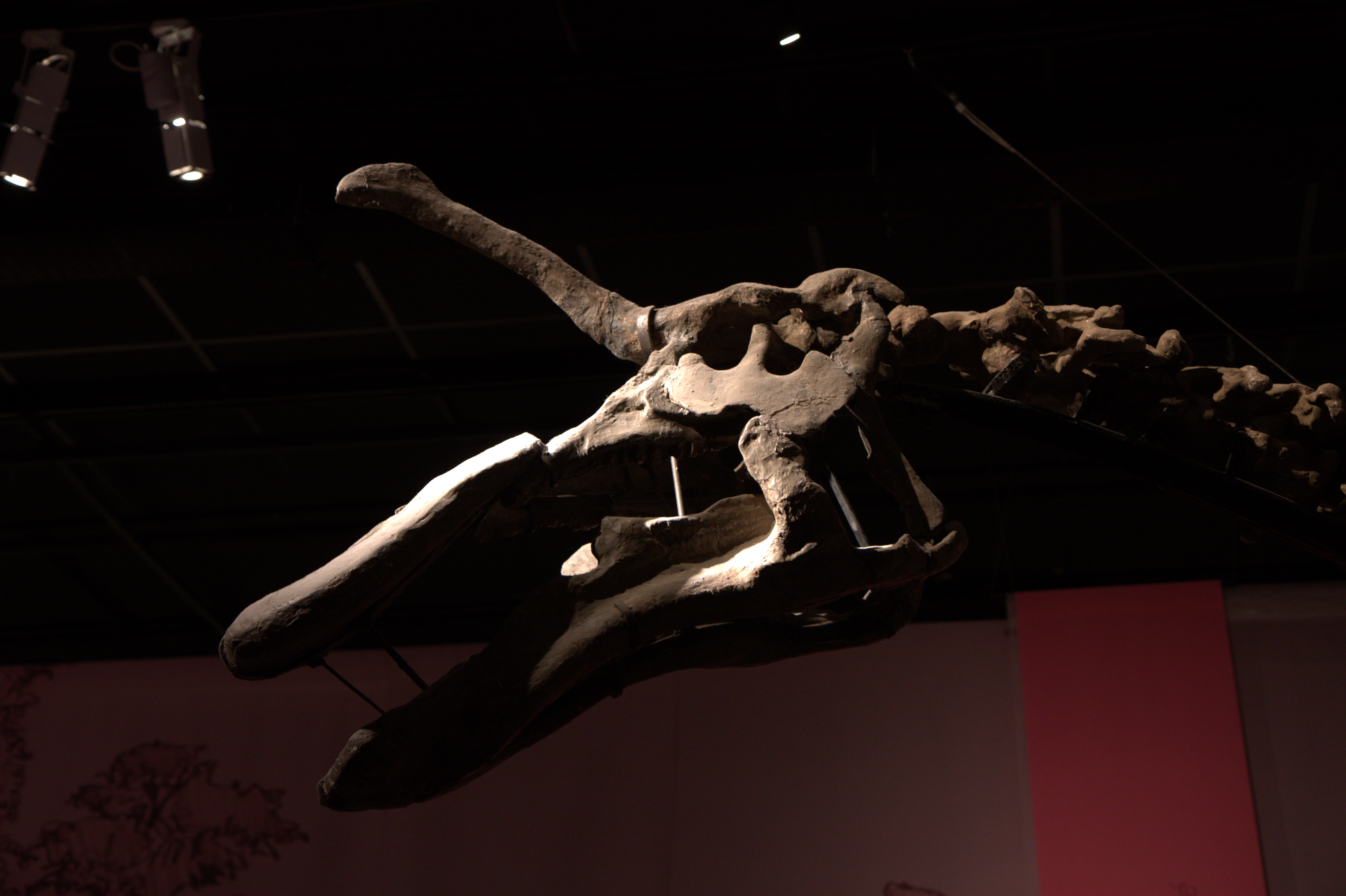
Tsintaosaurus skalle med tillhörande horn.

Tsintaosaurus ingick i underfamiljen Lambeosaurinae, en grupp anknäbbsdinosaurier som ofta hade kammar eller horn på huvudet. Funktionen av dessa strukturer har varit omdiskuterad under lång tid. Forskare har länge spekulerat i att lambeosaurinernas horn och huvudkammar var ihåliga, och att de kan ha använts för att frambringa olika kontaktläten, eller reglera kroppstemperaturen. Tsintaosaurus näshåla är dock inte så förstorad som hos andra lambeosauriner.